# Джексон, Эйзиел
Эйзиел Джексон (англ. Aziel Jackson; 25 октября 2001, Нью-Йорк) — американский футболист, полузащитник клуба «Коламбус Крю» и сборной США.

## Биография

### Клубная карьера
В 2014 году Джексон присоединился к академии «Нью-Йорк Ред Буллз», где занимался до 2017 года. В 2017 году он вместе с семьёй переехал во Францию, где присоединился к академии «Тулузы» и находился в ней до 2018 года. Выступал за клуб Национального чемпионата 3 «Бланьяк» в сезоне 2018/19. В 2019 году он вернулся в США, присоединился к академии «Кроссфайр», а также тренировался с «Сиэтл Саундерс» в 2020 году.
30 апреля 2021 года клуб «Миннесота Юнайтед» выменял права на Джексона в MLS по правилу доморощенного игрока у «Нью-Йорк Ред Буллз» на пик третьего раунда Супердрафта MLS 2022 и подписал с ним двухлетний контракт с тремя опциями продления. 24 августа Джексон был отдан в аренду клубу Лиги один ЮСЛ «Норт Каролина». Его профессиональный дебют состоялся 25 августа в матче против «Форвард Мэдисон», в котором он вышел на замену во втором тайме вместо Селмира Мишича. 9 октября в матче против «Чаттануга Ред Вулвз» забил свой первый гол в профессиональной карьере.
23 марта 2022 года Джексон был заявлен в «Миннесоту Юнайтед 2», фарм-клуб «Миннесоты Юнайтед» в новообразованной лиге резервистов MLS Next Pro. 27 марта сыграл в дебютном матче «Миннесоты Юнайтед 2», против «Норт Тексаса» в стартовом туре сезона 2022. 8 апреля в матче против «Реал Монаркс» забил свой первый гол за «Миннесоту Юнайтед 2». 20 апреля дебютировал за первую команду «Миннесоты Юнайтед» в матче Открытого кубка США против «Форвард Мэдисон», выйдя на замену в конце второго тайма. По итогам сезона MLS Next Pro 2022, в котором забил десять голов и отдал семь голевых передач в 23 матчах за «Миннесоту Юнайтед 2», Джексон был включён в символическую сборную лиги.
7 ноября 2022 года Джексон был продан в новобразованный клуб «Сент-Луис Сити» за $150 тыс. в общих распределительных средствах, а также дополнительные $75 тыс. при условии достижения им определённых показателей и комиссию в 20 % в случае его перепродажи за пределы MLS. За «Сент-Луис Сити» дебютировал 18 марта 2023 года в матче против «Сан-Хосе Эртквейкс», заменив в конце второго тайма Индиану Вассилева. 26 марта дебютировал за «Сент-Луис Сити 2» в матче стартового тура сезона MLS Next Pro 2023 против «Такомы Дифайенс». 25 апреля забил свои первые голы за «Сент-Луис Сити» в матче Открытого кубка США против «Юнион Омаха», оформив дубль. 28 мая забил свой первый гол за «Сент-Луис Сити 2» в матче против «Норт Тексаса». 8 июля в матче «Сент-Луис Сити» против «Торонто» забил свой первый гол в MLS.
18 июня 2024 года Джексон был продан в «Коламбус Крю» за $650 тыс. в общих распределительных средствах, а также дополнительные $250 тыс. при условии достижения им определённых показателей и комиссию в случае его перепродажи за пределы MLS. За «Коламбус Крю» дебютировал 20 июля в матче против «Атланты Юнайтед», заменив на 89-й минуте Мо Фарси.

### Международная карьера
5 января 2024 года Джексон был впервые вызван в сборную США, в ежегодный январский тренировочный лагерь. 20 января в товарищеском матче со сборной Словении, завершившем лагерь, он дебютировал за сборную США, выйдя на замену на 89-й минуте вместо Тимми Тилльмана.

### Личная жизнь
Эйзиел — сын джазового барабанщика и композитора Али Джексона-младшего и внук джазового басиста и композитора Али Мухаммада Джексона.

## Достижения
Личные
- Член символической сборной MLS Next Pro: 2022

## Статистика выступлений

### Клубная статистика
| Выступление                     | Выступление      | Выступление      | Лига | Лига | Плей-офф | Плей-офф | Кубок | Кубок | Континент | Континент | Итого | Итого |
| Клуб                            | Лига             | Сезон            | Игры | Голы | Игры     | Голы     | Игры  | Голы  | Игры      | Голы      | Игры  | Голы  |
| ------------------------------- | ---------------- | ---------------- | ---- | ---- | -------- | -------- | ----- | ----- | --------- | --------- | ----- | ----- |
| Бланьяк                         | Насьональ 3      | 2018/19          | 4    | 0    | —        | —        | —     | —     | —         | —         | 4     | 0     |
| Миннесота Юнайтед               | MLS              | 2021             | 0    | 0    | —        | —        | —     | —     | —         | —         | 0     | 0     |
| Миннесота Юнайтед               | MLS              | 2022             | 0    | 0    | 0        | 0        | 2     | 0     | —         | —         | 2     | 0     |
| Миннесота Юнайтед               | Итого            | Итого            | 0    | 0    | 0        | 0        | 2     | 0     | —         | —         | 2     | 0     |
| Норт Каролина (аренда)          | USL1             | 2021             | 12   | 1    | —        | —        | —     | —     | —         | —         | 12    | 1     |
| Миннесота Юнайтед 2 (фарм-клуб) | MLS Next Pro     | 2022             | 23   | 10   | —        | —        | —     | —     | —         | —         | 23    | 10    |
| Сент-Луис Сити                  | MLS              | 2023             | 25   | 1    | 2        | 0        | 2     | 2     | 2         | 0         | 31    | 3     |
| Сент-Луис Сити                  | MLS              | 2024             | 16   | 0    | —        | —        | —     | —     | 2         | 0         | 18    | 0     |
| Сент-Луис Сити                  | Итого            | Итого            | 41   | 1    | 2        | 0        | 2     | 2     | 4         | 0         | 49    | 3     |
| Сент-Луис Сити 2 (фарм-клуб)    | MLS Next Pro     | 2023             | 8    | 1    | —        | —        | —     | —     | —         | —         | 8     | 1     |
| Коламбус Крю                    | MLS              | 2024             | 1    | 0    | —        | —        | —     | —     | —         | —         | 1     | 0     |
| Коламбус Крю 2 (фарм-клуб)      | MLS Next Pro     | 2024             | 1    | 0    | —        | —        | —     | —     | —         | —         | 1     | 0     |
| Всего за карьеру                | Всего за карьеру | Всего за карьеру | 90   | 13   | 2        | 0        | 4     | 2     | 4         | 0         | 100   | 15    |

Источники: Transfermarkt, Soccerway, Football Database EU.

### Международная статистика
| Команда | Год   | Игры | Голы |
| ------- | ----- | ---- | ---- |
| США     |       |      |      |
| 2024    | 1     | 0    |      |
| Всего   | Всего | 1    | 0    |

Источник: National Football Teams.